# Alun Wyn Jones
Alun Wyn Jones (Swansea, 19 de septiembre de 1985) es un abogado y exjugador británico de rugby que jugaba como segunda línea.

## Carrera
Jugó originalmente como ala del lado cerrado, pero se ha lucido sobre todo como segunda línea. Comenzó su carrera con Swansea en 2005, logrando el premio de Joven Jugador de la Temporada a finales de la temporada 2005/6 de la Premier Division de Gales.
Jones estudió un grado en Derecho en la Universidad de Swansea, graduándose el 21 de julio de 2010.

## Selección nacional
Su primer partido con la selección de Gales fue contra la selección de rugby de Argentina en Puerto Madryn el 11 de junio de 2006, después de haber representado a Gales en sub-21.
Debutó con la selección en la gira veraniega de 2006. Intervino en todos los partidos del Seis Naciones de 2007, donde destacó como segunda línea. 
También fue seleccionado para el Seis Naciones de 2008. Ayudó a Gales en la famosa victoria en el estadio de Twickenham, pero sufrió una lesión que le impidió participar en enfrentamientos posteriores. Volvió contra Irlanda y ayudó a Gales a obtener la Triple Corona antes de la victoria contra Francia que les dio el Grand Slam.
El 5 de marzo de 2009 se anunció que Jones capitanearía al equipo galés contra Italia en el Seis Naciones. El 21 de abril de 2009 se supo que sería uno de los trece internacionales galeses que participaría en la gira de los British and Irish Lions por Sudáfrica. Logró un try en su debut con los Lions contra el Royal XV. 
En 2010 siguió formando parte del equipo para el Seis Naciones pero sin duda contribuyó a la derrota de Gales en su primer partido, frente a Inglaterra en Twickenham al ser castigado con una tarjeta amarilla. Los ingleses marcaron 17 puntos en los diez minutos que estuvo allí sentado. Warren Gatland, el entrenador galés, dijo que "Fue absolutamente estúpido lo que ha hecho y para ser sinceros probablemente le ha costado hoy el partido a Gales" en vivo a la BBC después del partido.
Jugó algunos partidos del Torneo de las Seis Naciones 2012, en el que Gales obtuvo de nuevo el Grand Slam. 
Su gran año de 2015 le llevó a ser nominado para el World Rugby Jugador del Año.
En el Torneo de las Seis Naciones 2019, fue el capitán de la selección de Gales, que ganó el torneo y el Grand Slam. Además, Jones fue elegido como el mejor jugador del torneo.
En 2023 a pesar de ser año mundialista decidió abandonar la selección para centrarse en su equipo.

### Participaciones en Copas del Mundo
Formó parte del equipo para Francia 2007, donde marcó tries contra Canadá y Japón en el torneo, también fue titular en las pérdidas decisivas contra Australia y Fiyi. Wyn Jones fue un jugador clave en el equipo de Gales que obtuvo el cuarto lugar en Nueva Zelanda 2011. En 2015 es seleccionado para formar parte de la selección galesa que participa en Inglaterra 2015.
| Mundial                       | Sede          | Resultado        | PJ | Tries |
| ----------------------------- | ------------- | ---------------- | -- | ----- |
| Copa Mundial de Rugby de 2007 | Francia       | Fase de grupos   | 4  | 2     |
| Copa Mundial de Rugby de 2011 | Nueva Zelanda | Cuarto puesto    | 7  | 1     |
| Copa Mundial de Rugby de 2015 | Inglaterra    | Cuartos de final | 4  | 0     |
| Copa Mundial de Rugby de 2019 | Japón         | Cuarto puesto    | 6  | 0     |

## Palmarés y distinciones notables
- Campeón del Torneo de las Seis Naciones de 2008, 2012, 2013 y 2019.
- Campeón del Pro14 de 2006–07, 2009–10 y 2011–12.
- Campeón de la Anglo-Welsh Cup de 2008.
- Seleccionado por los British and Irish Lions para la gira de 2013 en Australia
- Seleccionado por los British and Irish Lions para la gira de 2017 en Nueva Zelanda[7]
- Seleccionado por los British and Irish Lions para la gira de 2021 en Sudáfrica. [8]
- Capitán de la Selección de rugby de Gales (2018-2023)